# Liechtenstein en los Juegos Olímpicos de Tokio 2020
Liechtenstein estuvo representado en los Juegos Olímpicos de Tokio 2020 por cinco deportistas, tres mujeres y dos hombres, que compitieron en tres deportes.
Los portadores de la bandera en la ceremonia de apertura fueron el yudoca Raphael Schwendinger y la nadadora Julia Hassler. El equipo olímpico liechtensteiniano no obtuvo ninguna medalla en estos Juegos.